# Çubukharmanı, Yahyalı
Çubukharmanı là một xã thuộc huyện Yahyalı, tỉnh Kayseri, Thổ Nhĩ Kỳ. Dân số thời điểm năm 2008 là 532 người.